# ستش (ناحیه پلزن-جنوبی)
ستش (به چکی: Seč) یک منطقهٔ مسکونی در جمهوری چک است که در Plzeň-South District واقع شده‌است. ستش ۳٫۳۴ کیلومتر مربع مساحت و ۲۸۲ نفر جمعیت دارد و ۴۰۰ متر بالاتر از سطح دریا واقع شده‌است.